# Каццаго-Браббія
Каццаго-Браббія, Каццаґо-Браббія (італ. Cazzago Brabbia) — муніципалітет в Італії, у регіоні Ломбардія,  провінція Варезе.
Каццаго-Браббія розташоване на відстані близько 530 км на північний захід від Рима, 55 км на північний захід від Мілана, 8 км на захід від Варезе.
Населення — 815 осіб (2014).

## Демографія
Населення за роками:

Станом на 1 січня 2023 року в муніципалітеті офіційно проживало 36 іноземців з 11 країн, серед них 14 громадян країн Євросоюзу та 1 громадянин України.

## Сусідні муніципалітети
- Б'яндронно
- Бодіо-Ломнаго
- Інарцо
- Тернате
- Варезе